# Stratégie du coin
La stratégie du coin (« Wedge Strategy »), est un plan d'action sociale rédigé en 1998 par Phillip E. Johnson avec le soutien du Discovery Institute aux États-Unis avec pour but de promouvoir des thèses créationnistes (anti-darwiniennes et anti-évolutionnistes comme la pétition A Scientific Dissent from Darwinism) et de remplacer la science par des thèses plus en adéquation avec une approche fondamentaliste du christianisme. Le but principal de ce document était « d'affirmer la réalité de l'existence de Dieu », et au bout de cinq ans de « renouveler la culture américaine en formant la politique gouvernementale de telle façon qu'elle reflète les valeurs chrétiennes conservatrices ».

## Le document
Le Wedge Document décrit une stratégie qui est censée influencer l'opinion publique, les médias, les fondations caritatives, et les instances gouvernementales. Les critiques voient ce document comme révélateur de la nature politique et idéologique du Discovery Institute.
Le document décrit plusieurs étapes à court et long terme avec des objectifs pour le mouvement du Dessein intelligent. Ces objectifs sont décrits dès les premiers paragraphes :
- « Combattre le matérialisme scientifique et son héritage moral, culturel, et ses conséquences politiques. »
- « Remplacer les explications matérialistes par la notion théiste que la nature et l'homme sont la création de Dieu. »

Les trois phases de sa stratégie sont :
- Phase I : Recherche Scientifique, Ecriture & Publicité,
- Phase II : Publicité & Formation d'Opinions, et
- Phase III : Confrontation Culturelle & Renouveau.